# Pomasia vernacularia
Pomasia vernacularia là một loài bướm đêm trong họ Geometridae.